# Leichtathletik-Weltmeisterschaften 1995/1500 m der Frauen

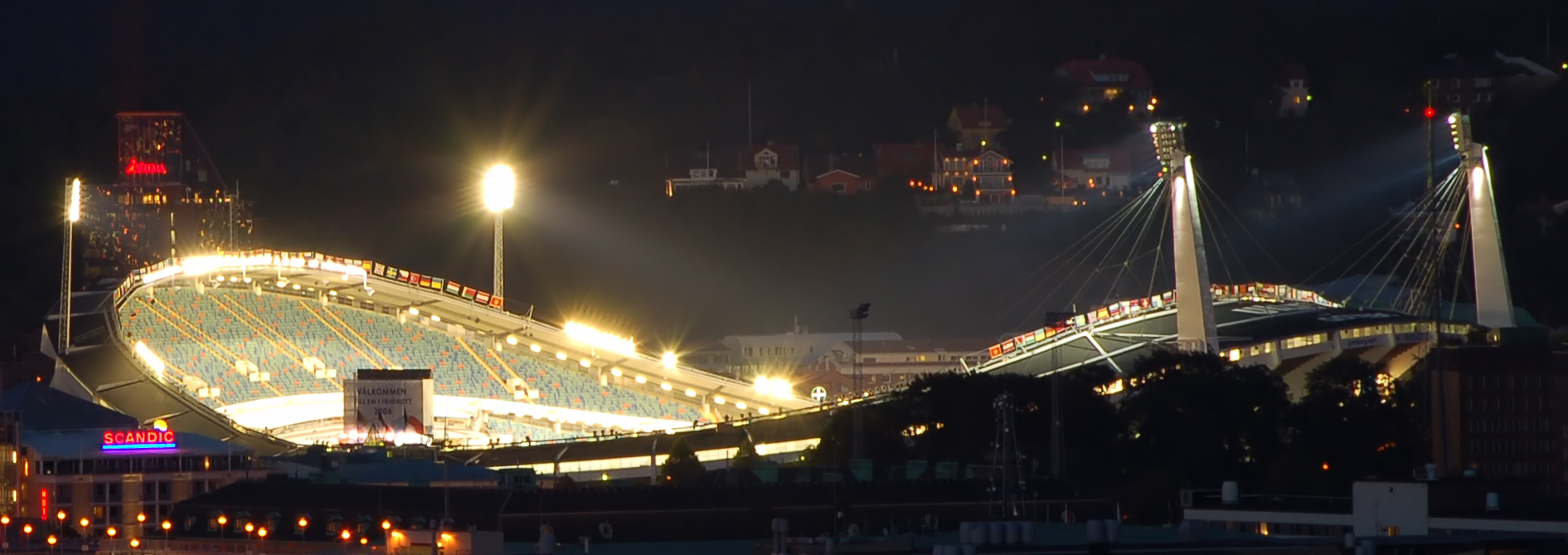
Das Göteborger Ullevi-Stadion im Jahr 2006

Der 1500-Meter-Lauf der Frauen bei den Leichtathletik-Weltmeisterschaften 1995 wurde vom 6. bis 9. August 1995 im Göteborger Ullevi-Stadion ausgetragen.
Weltmeisterin wurde die algerische Olympiasiegerin von 1992, Weltmeisterin von 1991 und WM-Dritte von 1993 Hassiba Boulmerka. Sie war bei den Afrikameisterschaften 1988 und 1989 jeweils Doppelsiegerin über 800 und 1500 Meter geworden. Silber ging an die britische Vizeeuropameisterin von 1994 Kelly Holmes, die vier Tage später noch Bronze über 800 Meter gewann. Auf den dritten Rang kam die Portugiesin Carla Sacramento.

## Bestehende Rekorde
| Weltrekord               | 3:50,46 min | Qu Yunxia         | Peking, Volksrepublik China | 11. September 1993 |
| Weltmeisterschaftsrekord | 3:58,56 min | Tetjana Samolenko | WM 1987 in Rom, Italien     | 5. September 1987  |

Der bestehende WM-Rekord wurde bei diesen Weltmeisterschaften nicht eingestellt und nicht verbessert.

## Vorrunde
Die Vorrunde wurde in drei Läufen durchgeführt. Die ersten sechs Athletinnen pro Lauf – hellblau unterlegt – sowie die darüber hinaus sechs zeitschnellsten Läuferinnen – hellgrün unterlegt – qualifizierten sich für das Halbfinale.

### Vorlauf 1
6. August 1995, 17:25 Uhr
| Platz | Name               | Nation         | Zeit (min) |
| ----- | ------------------ | -------------- | ---------- |
| 1     | Hassiba Boulmerka  | Algerien       | 4:11,34    |
| 2     | Kelly Holmes       | Großbritannien | 4:11,84    |
| 3     | Ljudmila Borissowa | Russland       | 4:12,07    |
| 4     | Sarah Thorsett     | USA            | 4:12,10    |
| 5     | Carla Sacramento   | Portugal       | 4:12,12    |
| 6     | Maite Zúñiga       | Spanien        | 4:12,30    |
| 7     | Petya Strashilova  | Bulgarien      | 4:13,27    |
| 8     | Maria Akraka       | Schweden       | 4:13,38    |
| 9     | Julia Sakara       | Simbabwe       | 4:15,02    |
| 10    | Nirmala Bharati    | Nepal          | 4:53,60    |

### Vorlauf 2
6. August 1995, 17:33 Uhr
| Platz | Name                 | Nation          | Zeit (min) |
| ----- | -------------------- | --------------- | ---------- |
| 1     | Kutre Dulecha        | Äthiopien       |            |
| 2     | Ljudmila Rogatschowa | Russland        | 4:18,14    |
| 3     | Małgorzata Rydz      | Polen           | 4:18,40    |
| 4     | Suzy Hamilton        | USA             | 4:18,49    |
| 5     | Angela Chalmers      | Kanada          | 4:18,77    |
| 6     | Frédérique Quentin   | Frankreich      | 4:18,86    |
| 7     | Yelena Bychkovskaya  | Belarus         | 4:18,97    |
| 8     | Svetlana Miroshnik   | Ukraine         | 4:19,12    |
| 9     | Khin Khin Htwe       | Myanmar         | 4:26,59    |
| 10    | Rosemary Omundsen    | Papua-Neuguinea | 4:59,89    |

### Vorlauf 3
6. August 1995, 17:41 Uhr
| Platz | Name               | Nation                         | Zeit (min) |
| ----- | ------------------ | ------------------------------ | ---------- |
| 1     | Yvonne Graham      | Jamaika                        | 4:13,70    |
| 2     | Margarita Marusowa | Russland                       | 4:13,91    |
| 3     | Ruth Wysocki       | USA                            | 4:13,93    |
| 4     | Anna Brzezińska    | Polen                          | 4:14,34    |
| 5     | Theresia Kiesl     | Österreich                     | 4:14,52    |
| 6     | Leah Pells         | Kanada                         | 4:14,69    |
| 7     | Blandine Ducret    | Frankreich                     | 4:16,11    |
| 8     | Marta Domínguez    | Spanien                        | 4:18,61    |
| 9     | Bigna Samuel       | St. Vincent und die Grenadinen | 4:25,94    |
| 10    | Nompumelelo Zwane  | Swasiland                      | 4:49,32    |

## Halbfinale
In den beiden Halbfinalläufen qualifizierten sich die jeweils ersten fünf Athletinnen – hellblau unterlegt – sowie die darüber hinaus zwei zeitschnellsten Läuferinnen – hellgrün unterlegt – für das Finale.

### Halbfinallauf 1

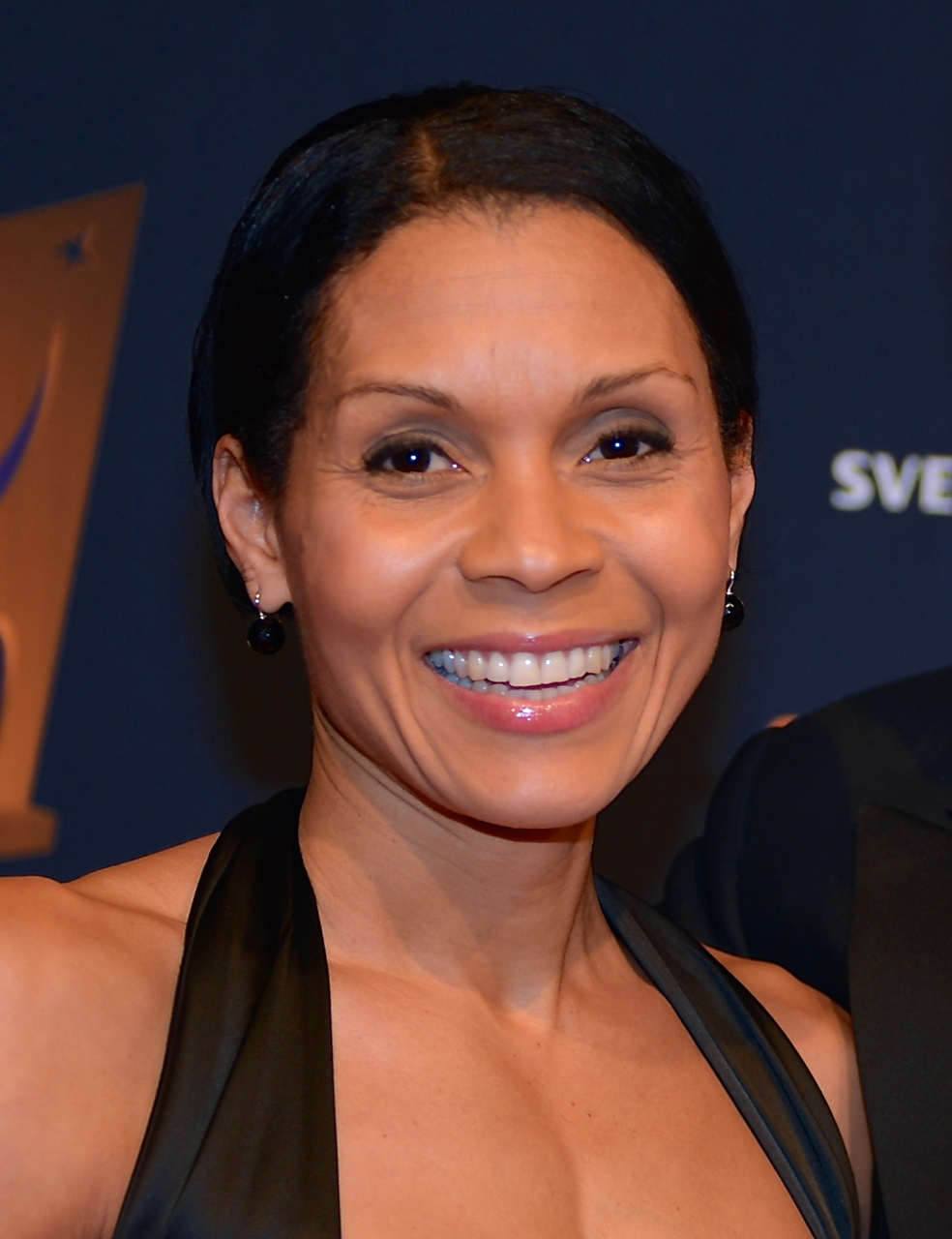
Die in ihrem Halbfinale elftplatzierte Maria Akraka (Foto: 2014) erreichte das Finale nicht
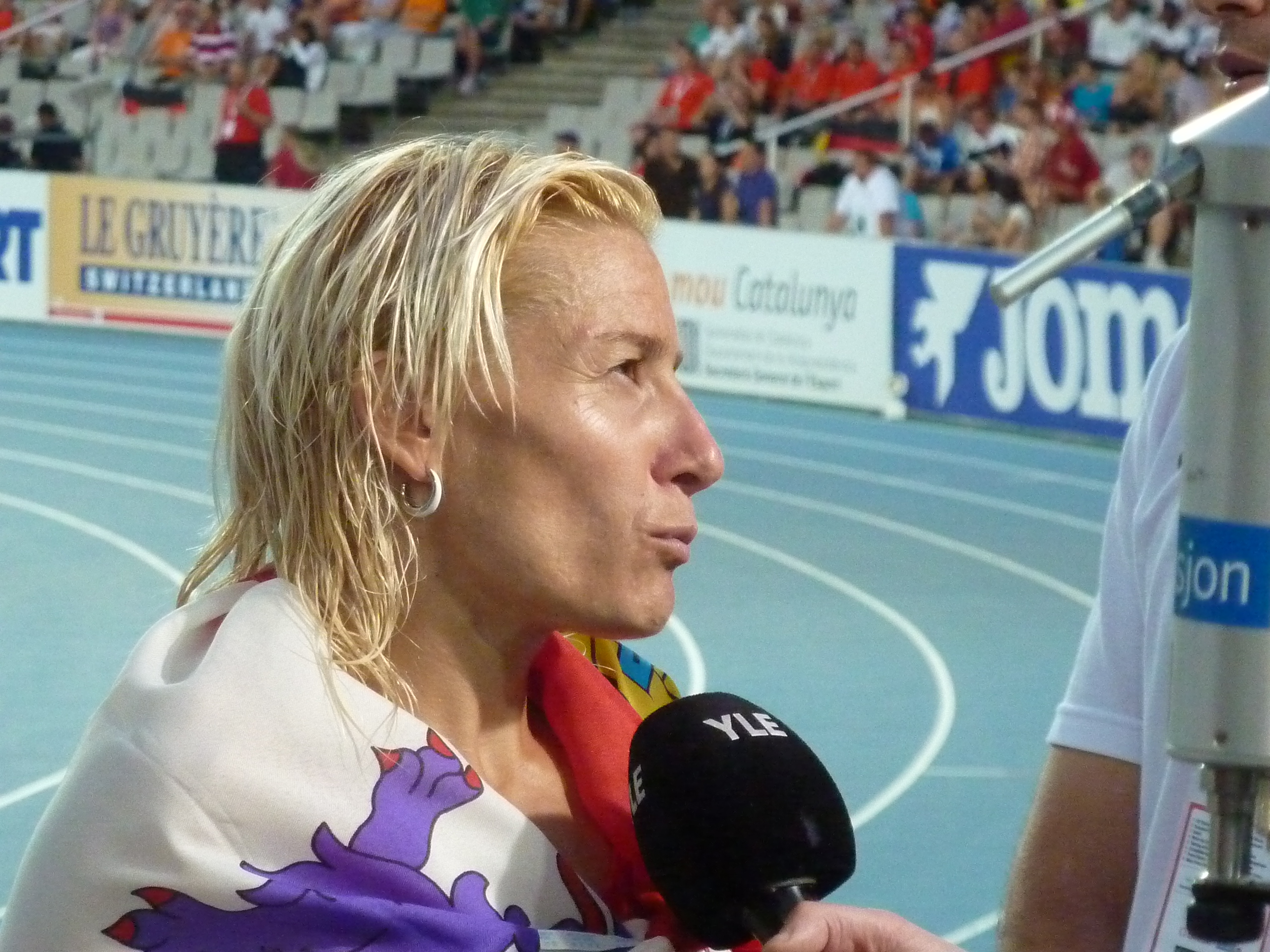
Marta Domínguez (hier im Jahr 2010), später erfolgreich vor allem als Langstrecken- und Hindernisläuferin schied als Zwölfte ihres Rennens im Halbfinale aus

7. August 1995, 17:25 Uhr
| Platz | Name               | Nation         | Zeit (min) |
| ----- | ------------------ | -------------- | ---------- |
| 1     | Hassiba Boulmerka  | Algerien       | 4:09,13    |
| 2     | Kelly Holmes       | Großbritannien | 4:09,15    |
| 3     | Carla Sacramento   | Portugal       | 4:10,03    |
| 4     | Anna Brzezińska    | Polen          | 4:10,75    |
| 5     | Margarita Marusowa | Russland       | 4:10,91    |
| 6     | Blandine Ducret    | Frankreich     | 4:11,11    |
| 7     | Petya Strashilova  | Bulgarien      | 4:11,62    |
| 8     | Leah Pells         | Kanada         | 4:12,07    |
| 9     | Sarah Thorsett     | USA            | 4:12,26    |
| 10    | Theresia Kiesl     | Österreich     | 4:12,31    |
| 11    | Maria Akraka       | Schweden       | 4:14,16    |
| 12    | Marta Domínguez    | Spanien        | 4:18,72    |

### Halbfinallauf 2
7. August 1995, 17:33 Uhr
| Platz | Name                 | Nation     | Zeit (min) |
| ----- | -------------------- | ---------- | ---------- |
| 1     | Małgorzata Rydz      | Polen      | 4:08,70    |
| 2     | Ljudmila Rogatschowa | Russland   | 4:08,72    |
| 3     | Ljudmila Borissowa   | Russland   | 4:08,83    |
| 4     | Angela Chalmers      | Kanada     | 4:08,92    |
| 5     | Ruth Wysocki         | USA        | 4:09,03    |
| 6     | Maite Zúñiga         | Spanien    | 4:09,61    |
| 7     | Yvonne Graham        | Jamaika    | 4:09,92    |
| 8     | Suzy Hamilton        | USA        | 4:10,28    |
| 9     | Frédérique Quentin   | Frankreich | 4:11,66    |
| 10    | Kutre Dulecha        | Äthiopien  | 4:11,86    |
| 11    | Yelena Bychkovskaya  | Belarus    | 4:15,99    |
| 12    | Julia Sakara         | Simbabwe   | 4:16,67    |

## Finale

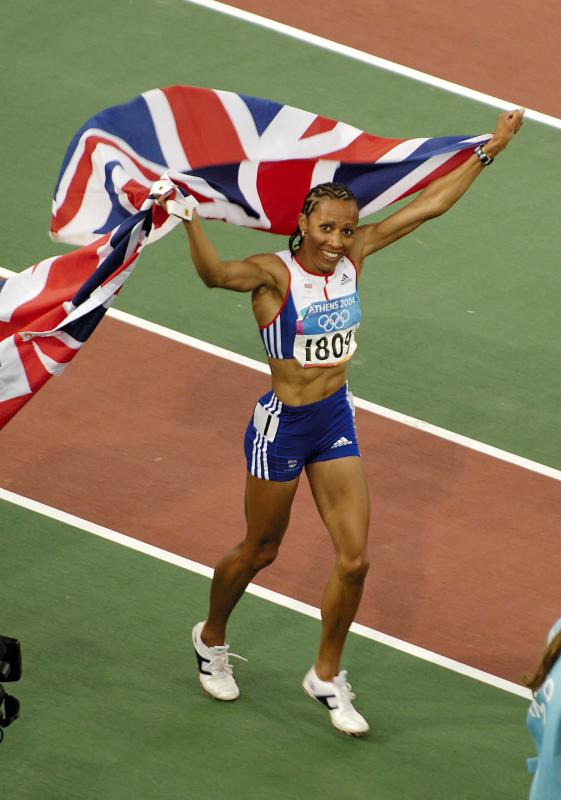
Vizeweltmeisterin Kelly Holmes, 1994 Vizeeuropameisterin, gewann vier Tage später mit Bronze über 800 Meter eine zweite Medaille – weitere große Erfolge erzielte sie in den kommenden Jahren
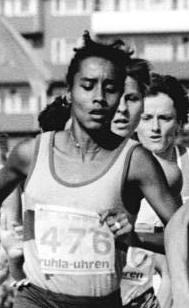
Yvonne Graham – die Jamaikanerin startete später als Yvonne Mai für Deutschland – belegte Rang zehn

9. August 1995, 17:25 Uhr
| Platz | Name                 | Nation         | Zeit (min) |
| ----- | -------------------- | -------------- | ---------- |
| 1     | Hassiba Boulmerka    | Algerien       | 4:02,42    |
| 2     | Kelly Holmes         | Großbritannien | 4:03,04    |
| 3     | Carla Sacramento     | Portugal       | 4:03,79    |
| 4     | Angela Chalmers      | Kanada         | 4:04,74    |
| 5     | Ljudmila Borissowa   | Russland       | 4:04,78    |
| 6     | Anna Brzezińska      | Polen          | 4:05,65    |
| 7     | Ruth Wysocki         | USA            | 4:07,08    |
| 8     | Maite Zúñiga         | Spanien        | 4:07,27    |
| 9     | Ljudmila Rogatschowa | Russland       | 4:07,83    |
| 10    | Yvonne Graham        | Jamaika        | 4:08,01    |
| 11    | Margarita Marusowa   | Russland       | 4:11,64    |
| 12    | Małgorzata Rydz      | Polen          | 4:20,83    |

## Video
- World Championships 1995 Women's 1500m, Video veröffentlicht am 3. Oktober 2013 auf youtube.com, abgerufen am 7. Juni 2020